# Regine Olsen
Regine Olsen, conosciuta dal 1847 come Schlegel (Frederiksberg, 23 gennaio 1822 – Frederiksberg, 18 marzo 1904), è stata una donna danese, nota per essere stata la fidanzata del filosofo Søren Kierkegaard.

## Biografia
Settima figlia di Terkel O. Olsen (1784-1849) e Regine Frederikke Malling (1778-1856), nata in un distretto di Copenaghen, in una numerosa famiglia borghese, Regine incontrò Kierkegaard in un giorno di primavera del 1837, quando lei aveva 15 anni e lui 24. Più tardi ricorderà di aver ricevuto una forte impressione dall'incontro, che porterà a un reciproco innamoramento, mentre lei era in formazione con un precettore, Johan Frederik Schlegel (1817-1896), il quale diventerà, più tardi, suo marito.
Søren Kierkegaard, che rimase altrettanto impressionato, si diede da fare per conoscerla e incontrarla nuovamente, come fu poi possibile, fino a dichiararsi l'8 settembre 1840 e a chiedere al padre di lei il permesso per fidanzarsi. Ottenuto il permesso, Søren e Regine si fidanzarono, ma subito in lui cominciarono i dubbi di non riuscire a conciliare i suoi studi di filosofia e il magistero in teologia con i futuri doveri di marito. Lei, a sua volta, sentì che stava usando gli studi per allontanarsi e i due si scrissero molte lettere. Qualcuno considera il loro amore, non compiuto, come "una delle storie d'amore più grandi della letteratura".
In un'intervista del 1896, lei dirà di aver bruciato le proprie lettere che lui le restituì, mentre quelle di lui a lei in buona parte sono state conservate. Il fidanzamento fu in ogni caso rotto su richiesta del filosofo l'11 agosto 1841 e, dopo le resistenze di lei e i tentativi di conciliazione del padre di lei con il fratello di lui, nuovamente l'11 ottobre dello stesso anno.
Dalle testimonianze, dai diari e dalle lettere, pare che Kierkegaard fosse davvero innamorato di lei, ma sinceramente convinto di essere incapace di gestire la sua vocazione di scrittore, la sua appassionata introspezione e la sua malinconia (unite al suo modo profondo di intendere la  Fede cristiana) rimanendo accanto a lei.
Regine fu molto colpita dal suo atteggiamento, soffrendo con rassegnazione, ma la rottura del fidanzamento fu commentata dai pettegolezzi a Copenaghen, contribuendo alle dicerie di persona irregolare che si produssero sul filosofo per tutta la sua vita. Pare che lui una volta l'avesse invitata a fare una passeggiata in carrozza e lei ne fosse davvero felice, ma giunti poco lontano fece rientrare il vetturino affinché lei si abituasse a negarsi i piaceri.
Alcune lettere le furono scritte volutamente in tono arido, suggerendo slealtà e inaffidabilità che invece lui non provava, preso piuttosto da ripugnanza verso le sensazioni e la loro mediocrità, dall'impossibilità di rendersi compiacente rispetto alla possibilità d'essere felice, dalla mancanza di fiducia nell'innocenza del sentire e dal desiderio di sottrarsi all'esistenza immediata verso una purezza d'altro tipo. Se questi sono stati i motivi per rompere il fidanzamento, essi sono anche quelli che hanno reso in qualche modo la loro storia gloriosa e nota in eterno.

## Dopo Kierkegaard

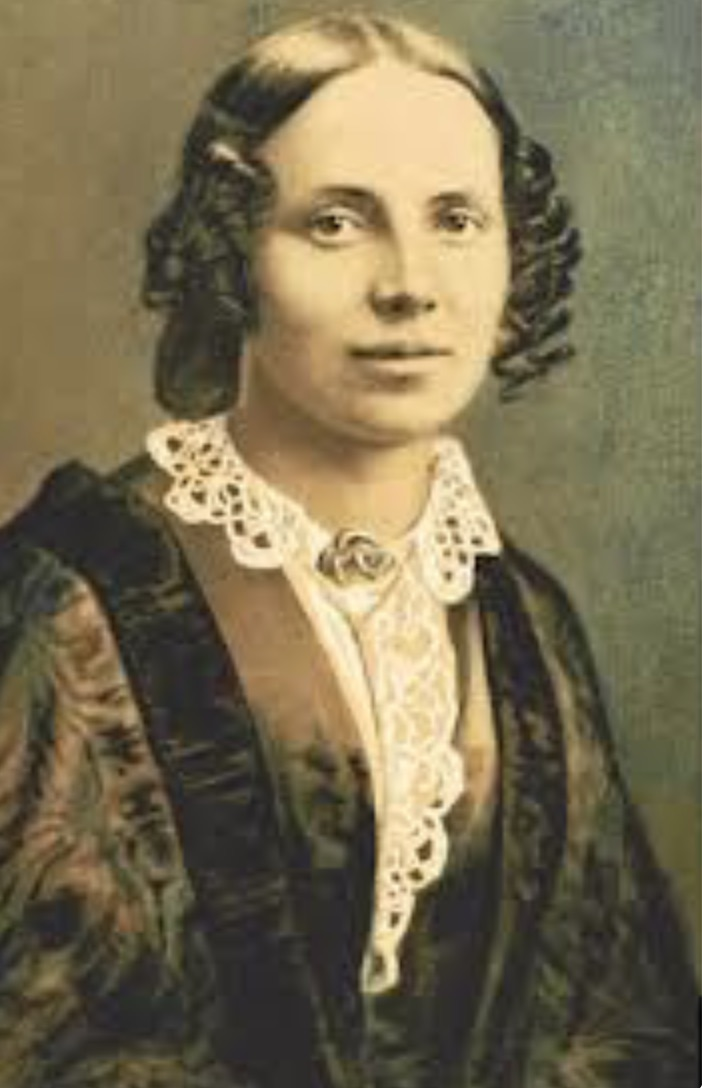
Regine Olsen, negli anni 1840

Rotto il fidanzamento, Regine rimase comunque legata a Søren Kierkegaard, continuando a seguire la sua carriera letteraria. Il 3 novembre 1847 sposò il suo ex precettore, Johan Frederik Schlegel (il matrimonio fu stabile e sereno e i due leggevano le opere di Kierkegaard man mano che uscivano), il filosofo però ne rimase infastidito; il 1º luglio 1849 li incontrò in chiesa ed evitò d'incrociarne gli sguardi, quindi il 24 agosto scrisse le pagine di diario intitolate Il mio rapporto con lei. Sentendosi comunque legato a lei nello stesso diario le dedicò tutte le proprie opere.
Il 19 novembre 1849, Schlegel ricevette una lettera di Kierkegaard che chiedeva il permesso di parlare con sua moglie, ma decise di non rispondere.
Regine partì il 17 maggio 1855 per le Antille danesi, dove seguì il marito nominato governatore. Il giorno della partenza incontrò per caso il suo ex-fidanzato e lo benedisse. Non lo rivide più. Kierkegaard morì infatti l'11 novembre dello stesso anno.
Quando i due sposi rientrarono a Copenaghen nel 1860 (la salute di lui restò compromessa dal viaggio e non si riprese mai del tutto), scoprirono che Kierkegaard aveva lasciato la sua piccola eredità a lei, sua "ex-fidanzata". Il marito di Regine morì il 18 giugno 1896 e lei tornò al paese natale dove ricevette qualche intervistatore e dettò su di lui una nota pubblicata postuma. All'età di 82 anni, il 18 marzo 1904, morì. È sepolta anche lei nel cimitero Assistens di Nørrebro, dove riposano anche il marito e, non distante, lo stesso Kierkegaard.
Robert Neiiendam ha scritto che a quel punto lei "sapeva che lui l'aveva portata con sé nella storia e questo pensiero la ripagò della sofferenza subita".

## Regine negli scritti di Kierkegaard
Regine Olsen occupa un ruolo centrale nel pensiero e negli scritti di Kierkegaard, e una posizione in effetti unica nella storia di tutta la filosofia occidentale. Si può dire che nessuna altra donna è stata così determinante per lo sviluppo del pensiero di un filosofo. In un certo senso, è difficile capire Kierkegaard senza una conoscenza almeno sommaria del suo rapporto non riuscito con Regine. Il fallimento del suo fidanzamento ha influenzato le sue idee sul matrimonio, sull'amore, sulla responsabilità e sull'autenticità del singolo, e forse soprattutto, sulla fede e sul rapporto con Dio. Tuttavia, negli scritti pubblicati non la nomina mai. Enten/Eller è pieno di riferimenti velati alla sua relazione con Regine. Oltre a lunghe sezioni che trattano questioni di seduzione erotica e a un sermone sulle virtù del matrimonio, esso comprende Diario del seduttore, dove un seduttore non più giovane calcola freddamente la seduzione d'una giovane ragazza, e dopo averne vinto l'affetto, rompe il rapporto con lei (la ragazza si chiama Cordelia e Regine aveva una sorella che si chiamava Cornelia). Questo racconto ha forti parallelismi con il rapporto tra Kierkegaard e Regine, ed è stato spesso preso come una trasposizione in forma di romanzo.